# 1. Division 1979-1980
L'edizione 1979-80 della Bundesliga vide la vittoria finale dell'Austria Vienna.
Capocannoniere del torneo fu Walter Schachner dell'Austria Vienna con 34 reti.

## Classifica finale
|    | Classifica            | G  | V  | N  | P  | GF | GS | Pt |
| -- | --------------------- | -- | -- | -- | -- | -- | -- | -- |
| 1  | Austria Vienna        | 36 | 20 | 10 | 6  | 84 | 39 | 50 |
| 2  | VOEST Linz            | 36 | 17 | 9  | 10 | 63 | 41 | 43 |
| 3  | Linzer ASK            | 36 | 13 | 17 | 6  | 51 | 34 | 43 |
| 4  | Grazer AK             | 36 | 13 | 12 | 9  | 45 | 40 | 42 |
| 5  | Rapid Vienna          | 36 | 11 | 13 | 12 | 46 | 40 | 35 |
| 6  | SV Austria Salisburgo | 36 | 12 | 8  | 16 | 37 | 61 | 32 |
| 7  | Admira Wacker         | 36 | 9  | 13 | 14 | 34 | 53 | 31 |
| 8  | Wiener Sport-Club     | 36 | 9  | 11 | 16 | 52 | 59 | 29 |
| 9  | Sturm Graz            | 36 | 8  | 13 | 15 | 41 | 60 | 29 |
| 10 | First Vienna FC       | 36 | 10 | 6  | 20 | 40 | 66 | 26 |

## Verdetti
- Austria Vienna Campione d'Austria 1979-80.
- VOEST Linz e Linzer ASK ammesse alla Coppa UEFA 1980-1981.
- First Vienna FC retrocesso in Erste Liga.